# 이풍 (후한)
이풍(李豊, ? ~ 197년)은 중국 후한 말 원술 휘하의 무장이다. 조조와의 싸움에서 져 목숨을 잃었다.

## 생애
197년(건안 2년) 9월(음력), 원술이 진국을 침입하였다. 연주목 조조가 몸소 응징에 나섰고, 원술은 장훈·교유·이풍·양강·악취를 남겨두고 돌아갔다. 호현(苦縣) 부근에서 참패하여 장훈만 가까스로 퇴각하고 이풍은 다른 세 장수와 같이 죽음을 당했다.

## 삼국지연의
사서가 아닌 소설 《삼국지연의》에서는 원술이 일곱 길을 통해 여포를 치러갈 때 최진사(催進使)로 종군한다. 원술의 본영까지 육박한 여포에 맞서는데 3합이 안 되어 손에 부상을 입고 달아난다. 그 후 조조, 여포, 유비, 손책 연합군이 수춘(壽春)으로 쇄도해오고 서전에서 교유도 전사하면서 원술은 성 밖으로 피신하고 이풍은 악취, 양강, 진기와 더불어 10만 명으로 농성한다. 한 달 남짓 버티지만 결국 무너지고 이풍 등은 붙잡혀 참수당한다.

## 참고 문헌
- 《삼국지》1권 위서 제1 무제 조조